# Contea di King (Texas)
La contea di King in inglese King County è una contea dello Stato del Texas, negli Stati Uniti. La popolazione al censimento del 2010 era di 286 abitanti. Il capoluogo di contea è Guthrie. La contea è stata creata nel 1876 ed organizzata nel 1891. Il suo nome deriva da William Phillip King, che morì nella Battaglia di Alamo.

## Geografia fisica
| Anno | Popolazione | ±%     |
| ---- | ----------- | ------ |
| 1880 | 40          |        |
| 1890 | 173         | 332.5% |
| 1900 | 490         | 183.2% |
| 1910 | 810         | 65.3%  |
| 1920 | 655         | −19.1% |
| 1930 | 1,193       | 82.1%  |
| 1940 | 1,066       | −10.6% |
| 1950 | 870         | −18.4% |
| 1960 | 640         | −26.4% |
| 1970 | 464         | −27.5% |
| 1980 | 425         | −8.4%  |
| 1990 | 354         | −16.7% |
| 2000 | 356         | 0.6%   |
| 2010 | 286         | −19.7% |

Secondo l'Ufficio del censimento degli Stati Uniti d'America la contea ha un'area totale di 913 miglia quadrate (2360 km²), di cui 911 miglia quadrate (2354 km²) sono terra, mentre 2,5 miglia quadrate (6.5 km²) sono costituiti dall'acqua.

### Strade principali
- U.S. Highway 82
- State Highway 114
- U.S. Highway 83
- State Highway 222

### Contee adiacenti
- Cottle County (nord)
- Foard County (nord-est)
- Knox County (est)
- Stonewall County (sud)
- Dickens County (ovest)
- Haskell County (sud-est)